# Zahia Dahel Hebriche
Zahia Dahel Hebriche (Annaba, 11 de febrero de 1952) es una escultora y pintora argelina. Obtuvo el primer premio de las medallas de Mérito y el primer premio de honor del presidente.
Estudió Bellas Artes en las Escuelas Nacionales (ENBA) de Constantina y Argel (1969).
Profesora de dibujo en Guelma, ciudad en la que presentó una exposición en 1985. 